# Pas de vianants

Senyal de pas zebra.

Un pas de vianants és una zona marcada en l'asfalt amb pintura blanca on el vianant té preferència de pas sobre els vehicles, que s'han d'aturar abans de trepitjar-la.
Durant dècades, les marques blanques han consistit en ratlles d'uns 40 o 60 cm d'ample perpendiculars a la direcció de pas del vianant sobre l'asfalt fosc, fet que li ha donat el sobrenom de pas de zebra, per la seva similitud amb l'animal.
Darrerament, però, molts ajuntaments estan substituint totes o algunes ratlles per uns quadrats blancs a cada extrem per a evitar relliscades als vehicles de dues rodes.
Per a accedir al pas de vianants des d'una vorera, normalment es fa a través d'un rebaix de la vorada per a facilitar la transició entre un nivell i l'altre.

## El pas zebra a Europa

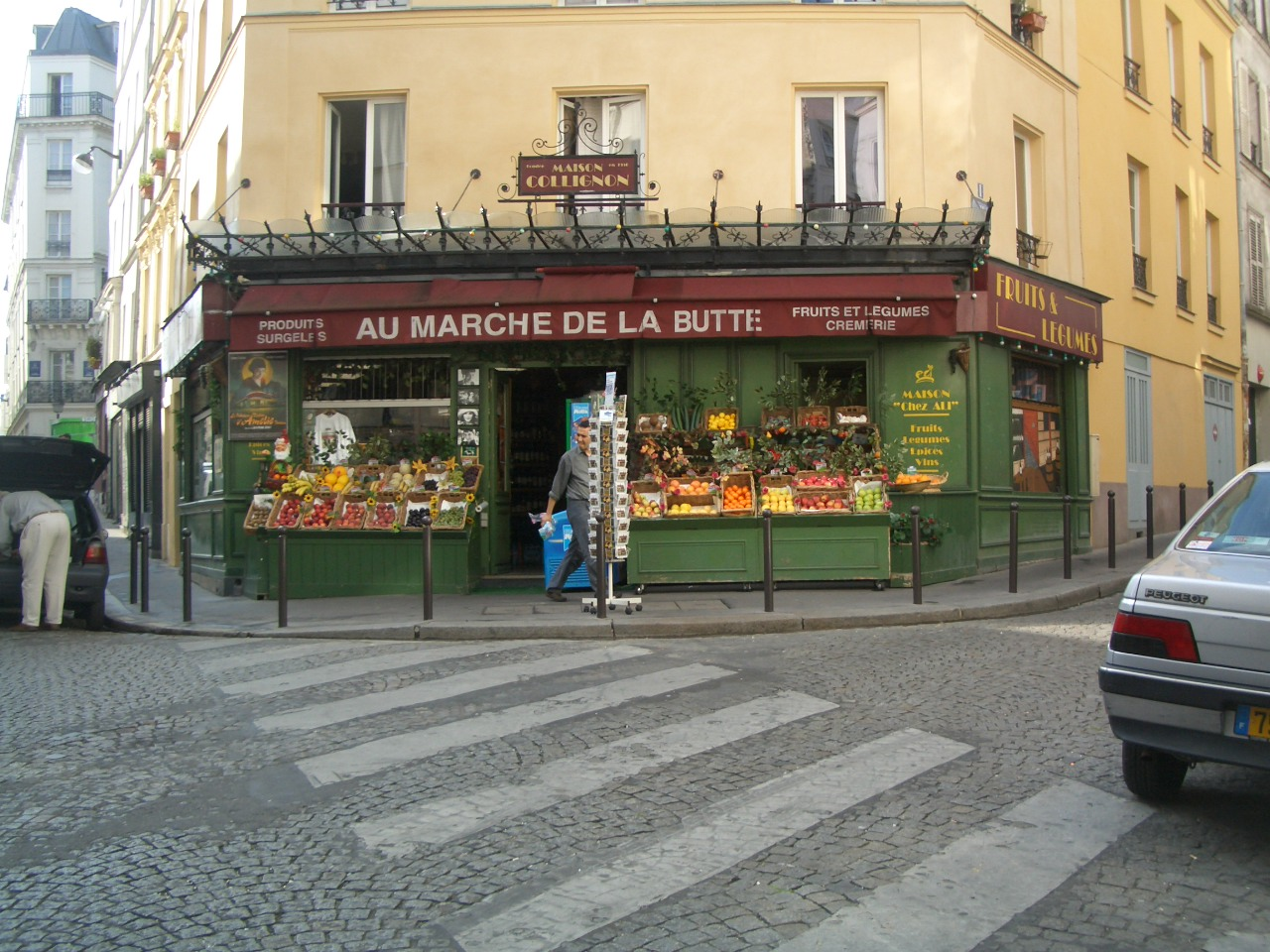
Pas zebra.

El pas zebra va ser emprat primerament (després d'alguns experiments aïllats) a mil llocs del Regne Unit el 1949 (essent la forma original una alternança de ratlles blaves i grogues), i una mesura de 1951 el va introduir per llei. El 1971, el Codi de la Creu Verda va ser introduït per a ensenyar hàbits més segurs als nens en el pas zebra. Al Regne Unit, el pas està marcat amb fars a ambdós costats del camí. Aquests són pals negres i blancs rematats per globus ataronjats que llampeguen.
Un pas zebra famós apareix en la coberta de l'àlbum d'Abbey Road dels Beatles. Aquest és probablement el pas zebra més famós del món. La foto dels Beatles creuant-lo es va fer durant un descans de gravació, a dos quarts de dotze del dijous 8 d'agost de 1969. No s'hi veuen les línies en ziga-zaga a cada costat del pas, que s'hi van pintar a partir de la regulació establerta el setembre de 1971.

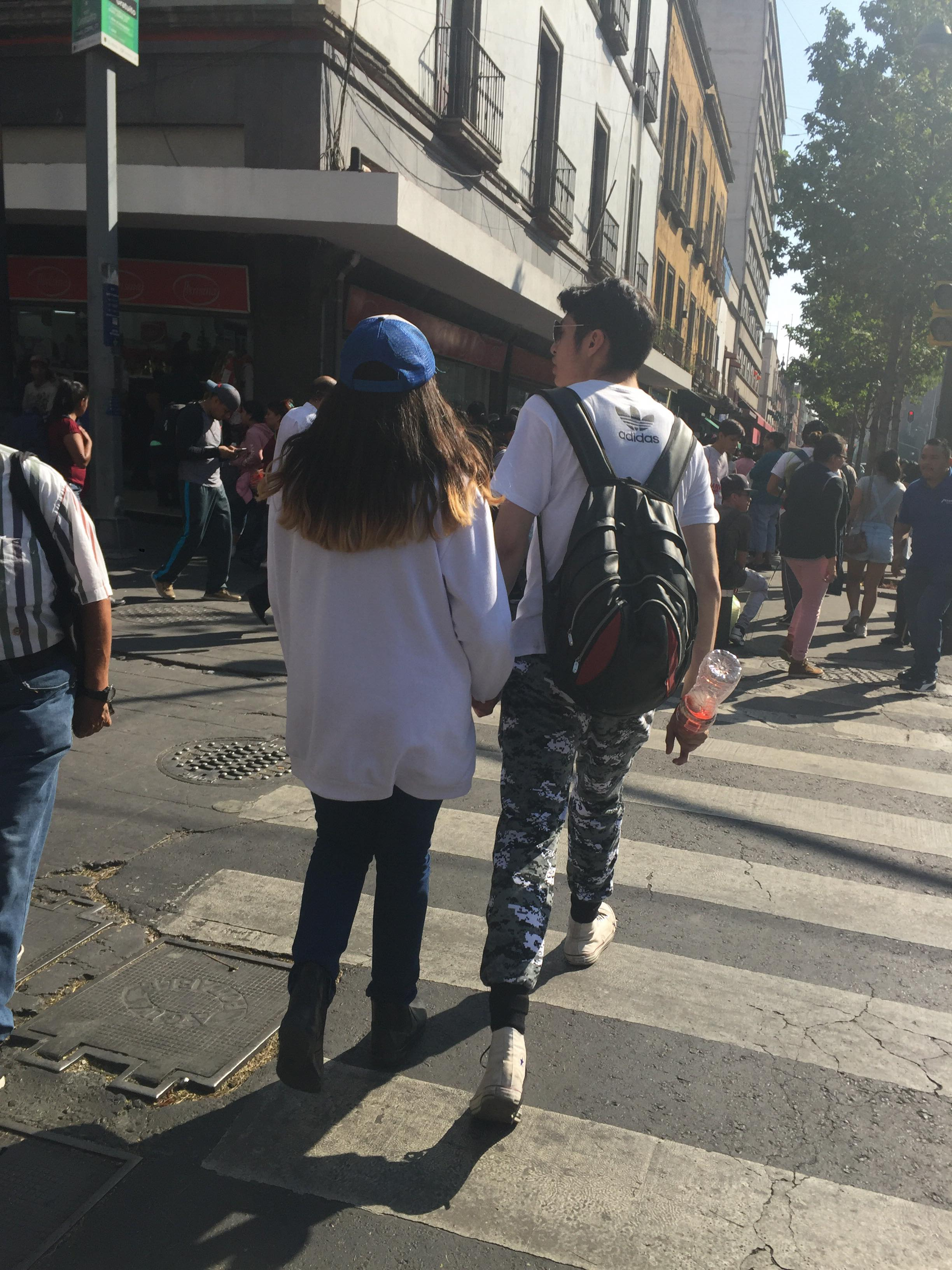
Pas zebra en Ciutat de Mèxic.

En el Regne Unit, i en altres països, se'n distingeixen certes variants denominades pas de pelicà i pas de fraret, amb semàfor, i també el denominat pas de tucà que poden utilitzar els ciclistes sense baixar de la bici.
En els Països Baixos i Escandinàvia, els vianants tenen dret de passatge només si estan parats prop del pas zebra a la vorera. A Finlàndia i Austràlia, el pas zebra també és utilitzat pels ciclistes.